# Condado de Jefferson (Florida)
El condado de Jefferson es un condado estadounidense ubicado en el estado de Florida.  En 2000, su población era de 12 902 habitantes.  Su sede está en Monticello.

## Historia
El Condado de Jefferson fue creado en 1827.  Su nombre es el de Thomas Jefferson, tercer Presidente de los Estados Unidos de América, entre 1801 y 1809.

## Demografía
Según el censo de 2000, el condado cuenta con  12 902 habitantes, 4695 hogares y 3305 familias residentes.  La densidad de población es de 8 hab/km² (22 hab/mi²).  Hay 5251 unidades habitacionales con una densidad promedio de 3 u.a./km² (9 u.a./mi²).  La composición racial de la población del condado es 59,27% Blanca, 38,34% Afroamericana o Negra, 0,39% Nativa americana, 0,30% Asiática, 0,04% De las islas del Pacífico, 0,57% de Otros orígenes y 1,09% de dos o más razas.  El 2,25% de la población es de origen Hispano o Latino cualquiera sea su raza de origen.
De los 4695 hogares, en el 29,20% de ellos viven menores de edad, 51,00% están formados por  parejas casadas que viven juntas, 15,10% son llevados por una mujer sin esposo presente y 29,60% no son familias. El 25,20% de todos los hogares están formados por una sola persona y 10,20% de ellos incluyen a una persona de más de 65 años.  El promedio de habitantes por hogar es de 2,53 y el tamaño promedio de las familias es de 3,03 personas.
El 22,70% de la población del condado tiene menos de 18 años, el 8,20% tiene entre 18 y 24 años, el 28,90% tiene entre 25 y 44 años, el 25,70% tiene entre 45 y 64 años  y el 14,50% tiene más de 65 años de edad. La mediana de la edad es de 39 años.  Por cada 100 mujeres hay 104,10 hombres y por cada 100 mujeres de más de 18 años hay 104,00 hombres.
La renta media de un hogar del condado es de $32 998, y la renta media de una familia es de $40 407. Los hombres ganan en promedio $26 271 contra $25 748 para las mujeres. La renta per cápita en el condado es de $17 006.  17,10% de la población y 13,30% de las familias tienen entradas por debajo del nivel de pobreza. De la población total bajo el nivel de pobreza, el 21,70% son menores de 18 y el 17,00% son mayores de 65 años.

## Ciudades y pueblos
- Monticello

### Administración local
- Junta de comisionados del Condado de Jefferson
- Supervisión de elecciones del Condado de Jefferson
- Registro de propiedad del Condado de Jefferson
- Oficina del alguacil del Condado de Jefferson
- Oficina de impuestos del Condado de Jefferson

- Datos: Q488859
- Multimedia: Jefferson County, Florida / Q488859